# Mark Allen (snooker)
Mark Allen (n. 22 februarie 1986, Antrim⁠(d), Irlanda de Nord, Regatul Unit) este un jucător nord-irlandez de snooker care a ocupat poziția de lider mondial în circuitul profesionist.
A realizat breakul maxim de patru ori, la Campionatul Regatului Unit din 2017, la Openul Irlandei de Nord din 2021, și de două ori în 2024, la Mastersul și la Openul Britanic. Allen a câștigat în carieră zece titluri în turnee de clasament. A devenit lider mondial în mai 2024, fiind cel de-al 12-lea jucător care ajunge în fruntea clasamentului profesionist și primul nord-irlandez.

## Finale în carieră

### Finale în turnee de clasament: 19 (11 titluri)
| Legenda                          |
| Campionatul Regatului Unit (1–2) |
| Altele (10–6)                    |

| Rezultat | Nr. | An   | Turneu                           | Adversar în finală | Scor |
| Finalist | 1.  | 2011 | Campionatul Regatului Unit       | Judd Trump         | 8–10 |
| Campion  | 1.  | 2012 | Openul Mondial                   | Stephen Lee        | 10–1 |
| Campion  | 2.  | 2013 | Openul Mondial (2)               | Matthew Stevens    | 10–4 |
| Finalist | 2.  | 2014 | Mastersul de la Shanghai         | Stuart Bingham     | 3–10 |
| Finalist | 3.  | 2014 | Campionatul Internațional        | Ricky Walden       | 7–10 |
| Campion  | 3.  | 2016 | Finala Players Tour Championship | Ricky Walden       | 10–6 |
| Finalist | 4.  | 2017 | Campionatul Internațional (2)    | Mark Selby         | 7–10 |
| Campion  | 4.  | 2018 | Campionatul Internațional        | Neil Robertson     | 10–5 |
| Finalist | 5.  | 2018 | Campionatul Regatului Unit (2)   | Ronnie O'Sullivan  | 6–10 |
| Campion  | 5.  | 2018 | Openul Scoțian                   | Shaun Murphy       | 9–7  |
| Finalist | 6.  | 2020 | Campionatul Circuitului          | Stephen Maguire    | 6–10 |
| Finalist | 7.  | 2021 | Championship League              | David Gilbert      | 1–3  |
| Campion  | 6.  | 2021 | Openul Irlandei de Nord          | John Higgins       | 9–8  |
| Finalist | 8.  | 2022 | Openul Britanic                  | Ryan Day           | 7–10 |
| Campion  | 7.  | 2022 | Openul Irlandei de Nord (2)      | Zhou Yuelong       | 9–4  |
| Campion  | 8.  | 2022 | Campionatul Regatului Unit       | Ding Junhui        | 10–7 |
| Campion  | 9.  | 2023 | Marele Premiu Mondial            | Judd Trump         | 10–9 |
| Campion  | 10. | 2023 | Shoot Out                        | Cao Yupeng         | 1–0  |
| Campion  | 11. | 2024 | Campionatul Jucătorilor          | Zhang Anda         | 10–8 |

### Finale în turnee minore: 6 (5 titluri)
| Rezultat | Nr. | An   | Turneu                   | Adversar în finală | Scor |
| Campion  | 1.  | 2012 | Antwerp Open             | Mark Selby         | 4–1  |
| Campion  | 2.  | 2013 | Ruhr Open                | Ding Junhui        | 4–1  |
| Campion  | 3.  | 2013 | Kay Suzanne Memorial Cup | Judd Trump         | 4–1  |
| Finalist | 1.  | 2014 | Riga Open                | Mark Selby         | 3–4  |
| Campion  | 4.  | 2014 | Paul Hunter Classic      | Judd Trump         | 4–2  |
| Campion  | 5.  | 2015 | Bulgarian Open           | Ryan Day           | 4–0  |

### Turnee invitaționale: 10 (6 titluri)
| Legendă                     |
| Mastersul (1–0)             |
| Campionul Campionilor (2–1) |
| Altele (3–3)                |

| Rezultat | Nr. | An   | Turneu                             | Adversar în finală | Scor |
| Finalist | 1.  | 2005 | Challenge Tour – Event 3           | James McBain       | 3–6  |
| Campion  | 1.  | 2009 | Jiangsu Classic                    | Ding Junhui        | 6–0  |
| Finalist | 2.  | 2010 | Championship League                | Marco Fu           | 2–3  |
| Finalist | 3.  | 2013 | Snooker Shoot Out                  | Martin Gould       | 0–1  |
| Finalist | 4.  | 2015 | Campionul Campionilor              | Neil Robertson     | 5–10 |
| Campion  | 2.  | 2018 | The Masters                        | Kyren Wilson       | 10–7 |
| Campion  | 3.  | 2020 | Campionul Campionilor              | Neil Robertson     | 10–6 |
| Campion  | 4.  | 2023 | Campionul Campionilor (2)          | Judd Trump         | 10–3 |
| Campion  | 5.  | 2024 | Riyadh Season Snooker Championship | Luca Brecel        | 5–1  |
| Campion  | 6.  | 2025 | Helsinki International Cup         | Zhang Anda         | 6–3  |

### Finale pe echipe: 2 (1 titlu)
| Rezultat | Nr. | An   | Turneu                            | Echipa/parteneri | Adversar(i) în finală       | Scor |
| Campion  | 1.  | 2006 | Campionatul Mondial de Dublu Mixt | Reanne Evans     | Matthew Couch Sonia Chapman | 3–0  |
| Finalist | 1.  | 2011 | Cupa Mondială                     | Irlanda de Nord  | China                       | 2–4  |

### Finale Pro-am: 5 (4 titluri)
| Rezultat | Nr. | An   | Turneu                            | Adversar în finală | Scor |
| Campion  | 1.  | 2004 | Barry McNamee Memorial Trophy     | Kieran McMahon     | 6–1  |
| Campion  | 2.  | 2005 | Barry McNamee Memorial Trophy (2) | Joe Delaney        | 6–5  |
| Campion  | 3.  | 2007 | Barry McNamee Memorial Trophy (3) | Joe Swail          | 3–1  |
| Campion  | 4.  | 2008 | Barry McNamee Memorial Trophy (4) | David Morris       | 3–1  |
| Finalist | 1.  | 2019 | Pink Ribbon                       | Stuart Bingham     | 3–4  |

### Finale la amatori: 6 (5 titluri)
| Rezultat | Nr. | An   | Turneu                                         | Adversar în finală | Scor |
| Campion  | 1.  | 2003 | Campionatul de Amatori al Irlandei de Nord     | Colin Bingham      | 10–4 |
| Finalist | 1.  | 2004 | Campionatul European de Amatori U-19           | Jamie Jones        | 3–6  |
| Campion  | 2.  | 2004 | Campionatul European de Amatori                | Alex Borg          | 7–6  |
| Campion  | 3.  | 2004 | Campionatul Mondial de Amatori                 | Steve Mifsud       | 11–6 |
| Campion  | 4.  | 2005 | Campionatul European de Amatori U-19           | Chris Norbury      | 6–5  |
| Campion  | 5.  | 2005 | Campionatul de Amatori al Irlandei de Nord (2) | Kieran McMahon     | 10–1 |